# Îlet Vendome
L'îlet Vendome est un îlet situé sur le fleuve Approuague dans la commune de Régina en Guyane.